# Station Ribécourt
Station Ribécourt is een spoorwegstation in de Franse gemeente Ribécourt-Dreslincourt aan de spoorlijn Creil - Jeumont.